# Jayavarman VIII
Jayavarman VIII (nom posthume : Parameçvarapada) est l'un des souverains de l'Empire khmer. Son règne dura de 1243, quand il renversa son prédécesseur Indravarman II, à 1295, année où il abdiqua.

## Règne
Adepte de Shiva, il impose dès son accession au trône le retour à l'hindouisme et fait détruire de nombreuses statues de Bouddha (notamment au Banteay Kdei, au Ta Prohm, au Preah Khan et au Bayon, où la statue principale est remplacée par une effigie du dieu Harihara). Il fait également transformer de nombreux temples bouddhistes en sanctuaires hindouistes et fait effacer les inscriptions de ses deux prédécesseurs, Jayavarman VII et Indravarman II. Il fait agrandir le Banteay Samré et construire le dernier édifice hindouiste à Angkor Thom, aujourd'hui inventorié comme le « monument 487 ». Ce temple est dédié au brahmane Jaya Mangalartha ainsi qu'à sa mère Subhadra, associés à un avatar de Vishnou. Jayavarman VII lui-même était lié par mariage avec la famille de ce prêtre.
Mais cette réaction shivaïte sera sans lendemain et ne survivra pas à l’abdication du monarque, événement qui marquera l’avènement définitif du bouddhisme dans l’empire khmer.
Au cours de son règne, les forces mongoles de Kubilai Khan envahirent l'empire par ses frontières orientales (1283). Jayavarman VIII choisit alors de payer un tribut afin éviter la guerre. En 1290, les Môns recouvrent leur indépendance. En 1295, il en est de même du royaume thaï de Sukhothaï.

## Famille
Jayavarman VIII avait épousé la princesse Chakratirajadevi qui lui avait donné un fils de nom inconnu, qui était le prince héritier, et une fille, Srindrabhupesvera Cuda. Son gendre, Indravarman III, un bouddhiste hinayana, lui succède en 1295.